# Weltmusiktag
Der Weltmusiktag ist ein Tag, der international der Musik gewidmet ist. Er findet jährlich am 1. Oktober statt.
In vielen Ländern wird der 22. November als Internationaler Tag der Musiker gefeiert. Von der Katholischen Kirche wurde 1594 der Cäcilientag zum Tag der Musik ausgerufen. In Spanien, Südamerika (U.a. Argentinien, Chile, Dominikanische Republik, Mexico, Peru, Venezuela) und vielen anderen Lándern finden an diesem Tag Konzerte zu Ehren der Musiker statt. In Deutschland  wird der 22. November als Tag der Hausmusik vor allem von Musikschulen und Blasorchestern gefeiert.
Der Weltmusiktag wurde 1975 vom Internationalen Musikrat unter der Leitung des damaligen IMC-Präsidenten Yehudi Menuhin (USA) ins Leben gerufen, um Musik in allen Bevölkerungsgruppen zu fördern und entsprechend den Idealen der UNESCO (Friede und Freundschaft der Völker) eine gegenseitige Anerkennung der künstlerischen Werte sicherzustellen sowie den internationalen Erfahrungsaustausch im Bereich der Musik zu fördern. Anlässlich des Weltmusiktages finden vielfältige Aktionen -insbesondere Konzerte- statt.